# Quaero
Quaero (лат. quaero — «я ищу») — французский исследовательский проект с участием Германии, направленный на разработку технологий машинного перевода и распознавания речи с целью интеграции в поисковые системы. Германия отказалась от участия в проекте в 2007 году.
Президент Франции Жак Ширак объявил о начале работы над проектом «Quaero» в 2005 году. В марте 2008 года ЕС утвердил финансовую поддержку проекта в размере 99 миллионов евро.

## Участники проекта

### Фирмы
- Thomson
- France Telecom
- Exalead
- Vocapia Research

### Институты
- Institut National de la Recherche Agronomique
- Institut national de recherche en informatique et en automatique
- IRCAM
- IRIT
- Clips Imag
- GET
- LIMSI-CNRS
- Рейнско-Вестфальский технический университет Ахена
- Университет Карлсруэ
- Universite Joseph Fourier